# Pavel Baudiš

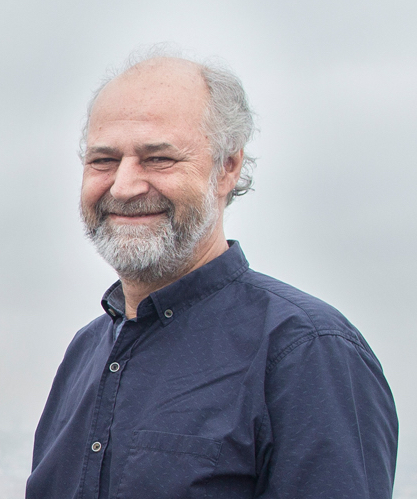
Pavel Baudiš (2017)

Pavel Baudiš (* 15. Mai 1960 in Prag) ist ein tschechischer Software-Ingenieur, Unternehmer und Mitgründer von Avast.  

## Werdegang
Pavel Baudiš studierte Informationstechnologie an der Universität für Chemie und Technologie in Prag. Anschließend arbeitete er als Grafikspezialist an einem mathematischen Forschungsinstitut.
Nach dem Ende des kommunistischen Regimes im Jahr 1989 gründete er zusammen mit seinem Freund Eduard Kučera die Softwarefirma Alwil. In den frühen 1990er Jahren wurde das Unternehmen in Avast Software umbenannt, basierend auf seinem bekanntesten Produkt, Avast Antivirus.

## Vermögen
Im Jahr 2020 schätzte Forbes sein Vermögen auf 51 Milliarden Tschechischen Kronen, womit er im Ranking den sechsten Platz der reichsten Person in der Tschechischen Republik belegt.